# Abhishek Halder
Abhishek Halder (sinh ngày 12 tháng 4 năm 1999) là một cầu thủ bóng đá người Ấn Độ thi đấu ở vị trí tiền vệ cho Indian Arrows ở I-League.

## Sự nghiệp
Halder bắt đầu sự nghiệp as part of the FC Pune City Academy set up. Vào tháng 11 năm 2017, Halder được lựa chọn thi đấu cho Indian Arrows, một đội bóng của All India Football Federation bao gồm các cầu thủ U-20 Ấn Độ để họ có thời gian chơi bóng. Anh có màn ra mắt cho đội bóng ngày 18 tháng 12 năm 2017 trước Minerva Punjab. Anh đá chính và thi đấu cả trận khi Indian Arrows lost 1–0.

## Thống kê sự nghiệp
Tính đến 2 tháng 1 năm 2018
| Câu lạc bộ          | Mùa giải            | Giải vô địch        | Giải vô địch | Giải vô địch | Cúp     | Cúp       | Châu lục | Châu lục  | Tổng    | Tổng      |
| Câu lạc bộ          | Mùa giải            | Hạng đấu            | Số trận      | Bàn thắng    | Số trận | Bàn thắng | Số trận  | Bàn thắng | Số trận | Bàn thắng |
| ------------------- | ------------------- | ------------------- | ------------ | ------------ | ------- | --------- | -------- | --------- | ------- | --------- |
| Indian Arrows       | 2017–18             | I-League            | 4            | 0            | 0       | 0         | —        | —         | 4       | 0         |
| Tổng cộng sự nghiệp | Tổng cộng sự nghiệp | Tổng cộng sự nghiệp | 4            | 0            | 0       | 0         | 0        | 0         | 4       | 0         |